# Audi Q3
L'Audi Q3 est un sport utility vehicle (SUV) du constructeur automobile Audi. Après l'Audi Q7 et l'Audi Q5, le Q3 est le troisième SUV d'Audi AG.
La première génération du Q3 (Q3 8U) a été produite par Seat à Martorell. En janvier 2016, Audi a annoncé que la production de la deuxième génération (Q3 F3) serait transférée depuis l’Espagne vers l’usine Audi en Hongrie. L'Audi Q3 Sportback est également construit en Hongrie.

## Gammes en un coup d'œil

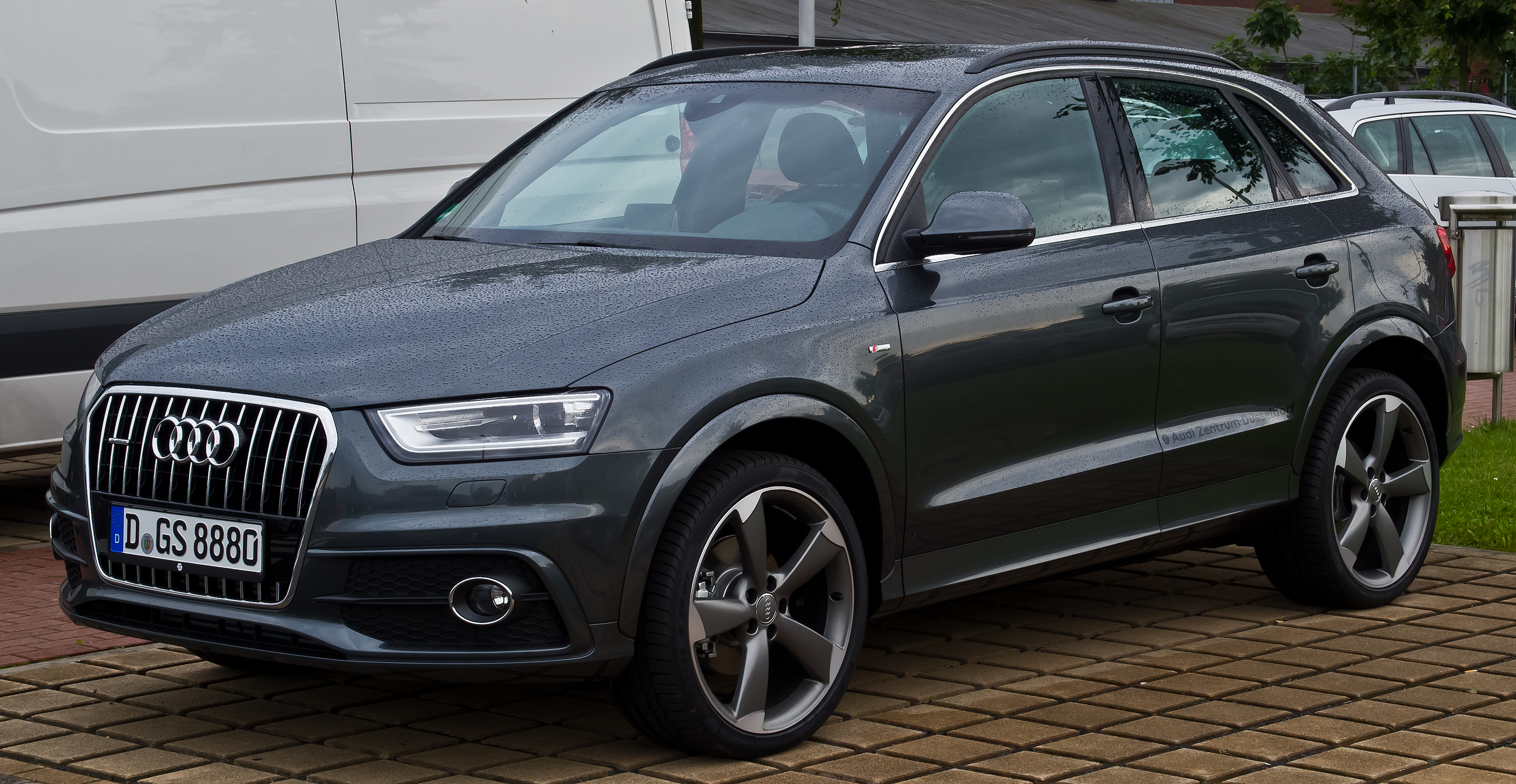
Audi Q3 I (2011–2018).
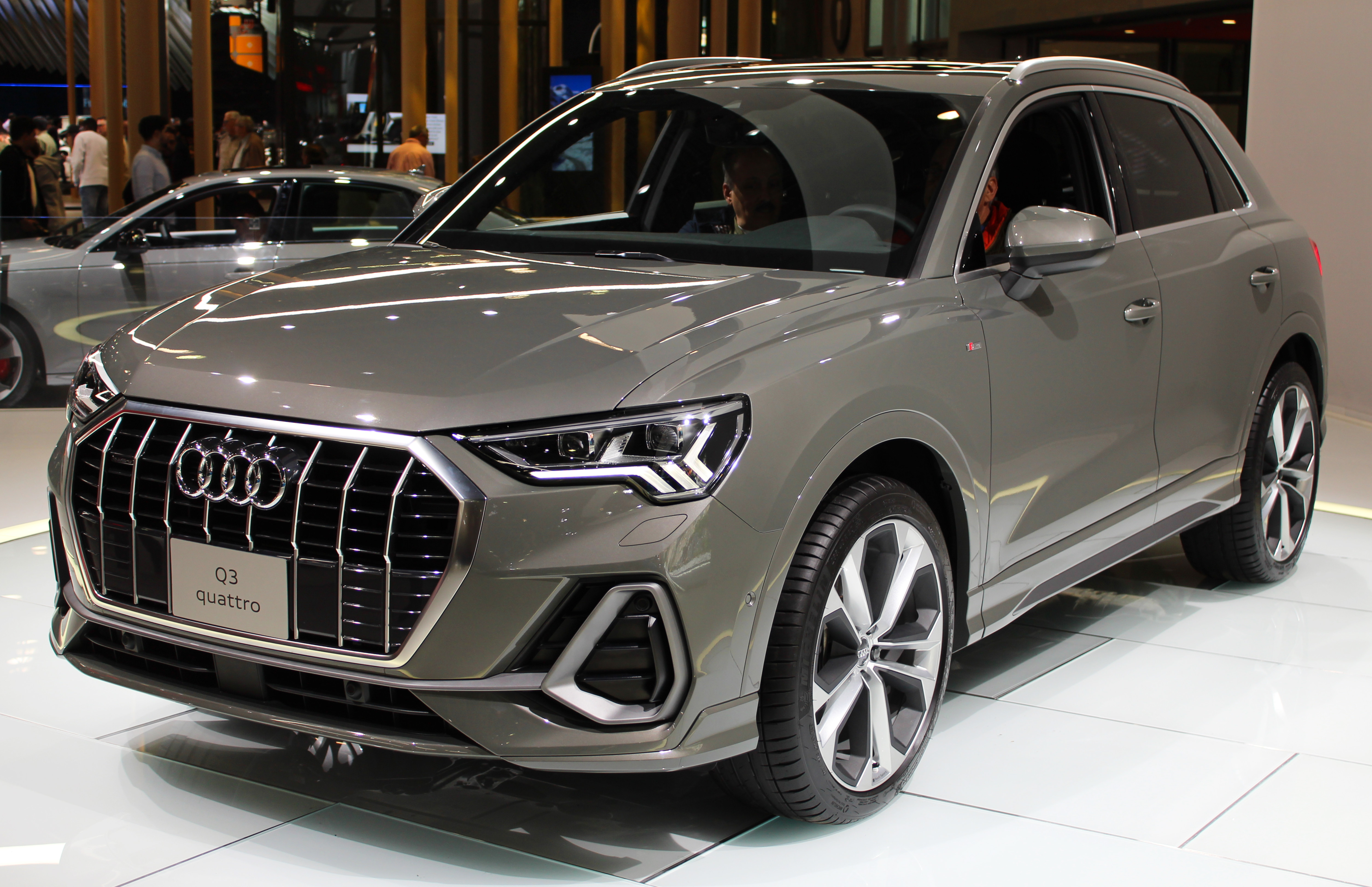
Audi Q3 II (depuis 2018).
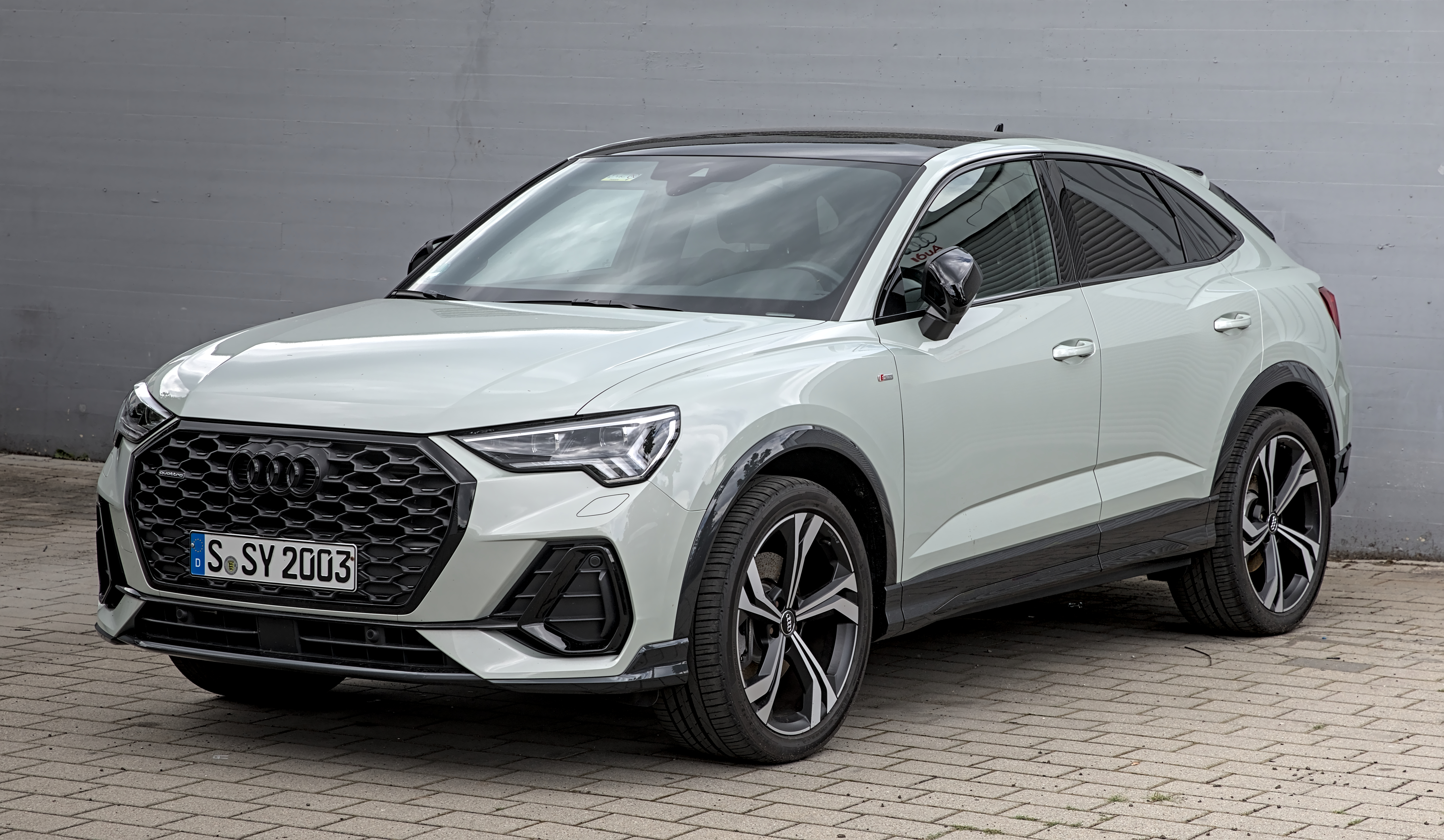
Audi Q3 Sportback (depuis 2019).

## Nombres d’immatriculation
Depuis le lancement sur le marché et jusqu'en décembre 2021 inclus, un total de 239 502 Audi Q3 ont été nouvellement immatriculés en Allemagne. Avec 27 169 unités, 2016 a été l'année la plus réussie pour les ventes.